# Gudellen
Gudellen (1938 bis 1946: Preußenwall) war ein Dorf im ostpreußischen Kreis Stallupönen (1938 bis 1946: Kreis Ebenrode). Die verwaiste Ortsstelle befindet sich im Bereich des heutigen Rajon Nesterow in der russischen Oblast Kaliningrad (Gebiet Königsberg).

## Geographische Lage
Die Ortsstelle von Gudellen liegt am Nordrand der Rominter Heide (russisch Krasny les, auch: Romintenskaja puschtscha) am Ostufer des Roßbach, wie hier der Oberlauf der Pissa hieß. Bis zur Kreisstadt Stallupönen (1938 bis 1946 Ebenrode, heute russisch Nesterow) sind es 16 Kilometer in nördlicher Richtung.

## Geschichte
Das Gründungsdatum von Gudellen ist nicht bekannt. Bereits vor 1525 wurde nahe bei dem Ort ein altprußischer Wehrwall entdeckt. 1554/1555 wurde der Ort in der Abrechnungsliste eines Schulzenamtes an das Hauptamt Insterburg (russisch Tschernjachowsk) vermerkt.
Im Jahre 1785 war Guddelln ein königliches Bauerndorf mit sieben Feuerstellen und gehörte zum Domänen-Amt Bredauen (russisch Jagodnoje). Im Jahre 1818 war es ein Bauerndorf mit fünf Feuerstellen bei 36 Einwohnern im Domänen-Amt Bredauen, das zu der Zeit zum Kreis Goldap gehörte.
Zwischen 1874 und 1945 war Gudellen in den Amtsbezirk Bredauen im Kreis Stallupönen (1938 bis 1946: Kreis Ebenrode) innerhalb des Regierungsbezirks Gumbinnen in der preußischen Provinz Ostpreußen eingegliedert. Im Jahre 1910 waren in Gudellen 64 Einwohner registriert, im Jahre 1933 waren es 76.
Am 3. Juni – amtlich bestätigt am 16. Juli – 1938 wurde Gudellen aus politisch-ideologischen Gründen der Abwehr fremdländisch klingender Ortsnamen in „Preußenwall“ umbenannt. Am 1. Oktober 1939 wurden die Nachbarorte Weitendorf und Blocksberg mit Preußenwall zur neuen Gemeinde Preußenwall zusammengefasst. Die Zahl der Einwohner belief sich danach auf insgesamt 190.
In Kriegsfolge wurde 1945 das gesamte nördliche Ostpreußen an die Sowjetunion (ab 1990: Russland) überstellt. Eine etwaige russische Namensform ist nicht bekannt. Der Ort wurde nach 1945 wahrscheinlich nicht mehr besiedelt und gilt heute als untergegangen. Die Ortsstelle liegt im Rajon Nesterow der Oblast Kaliningrad.

## Kirche
Gudellen resp. Preußenwall war bis 1945 in die evangelische Kirche Mehlkehmen (1938 bis 1945 Birkenmühle, russisch Kalinino) in der Kirchenprovinz Ostpreußen der Kirche der Altpreußischen Union, außerdem in die römisch-katholische Kirche Bilderweitschen (1938 bis 1946 Bilderweiten, russisch Lugowoje) im Bistum Ermland eingepfarrt.

## Schule
Gudellen gehörte vor 1820 zur reformierten Schule Podszohnen (1938 bis 1945 Buschfelde). Danach war das Dorf nach Bisdohnen eingeschult. Hier wurde zunächst einklassig, erst ab 1886 zweiklassig unterrichtet. 1836 waren von den 44 Kindern 17 litauisch.

## Verkehr
Die Ortsstelle Gudellen/Preußenwall liegt westlich einer Nebenstraße, die von Nesterow (Stallupönen/Ebenrode) über Puschkino (Göritten) nach Kalinino (Mehlkehmen/Birkenmühle) führt. Südlich von Tschernjachowo (Laukupönen/Erlenhagen) führt ein Weg in die westlich gelegene aber kaum erkennbare Ortsstelle.

## Persönlichkeiten

### Aus dem Ort gebürtig
- Fritz Konrad (1914–1943), deutscher SS-Scharführer, umgekommen beim Aufstand im Vernichtungslager Sobibor am 14. Oktober 1943